# Erik Gjems-Onstad
Erik-Ørn Gjems-Onstad, född 22 februari 1922 i Oslo, död 18 november 2011 i Bærum, var en norsk advokat, politiker och riksdagsledamot som representerade Anders Langes parti. Han var motståndsman under andra världskriget, dekorerad med bland annat Krigskorset, Norges högsta utmärkelse. Gjems-Onstad var under senare delen av sitt liv, från 1980-talet och framåt, framträdande i den norska invandringskritiska rörelsen. Efter flera uttalanden i högerextrem anda, däribland om den vita rasens överlägsenhet betraktades han i många kretsar som rasist.